# 崇仁村建筑群
29°36′42″N 120°42′11″E / 29.61167°N 120.70306°E
崇仁村建筑群位于中国浙江省嵊州市崇仁镇，2006年被列为第六批全国重点文物保护单位。
崇仁早在三国前即已建村，北宋庆历年间裘氏迁入，渐成村内第一大姓。现村内保存有从明初至民国的建筑遗迹二百余处，其中老台门一百五十四处，茶亭和路亭十四处，近代建筑五十余处，古井五十一口。玉山公祠是存内规模最大的宗祠建筑，建于清乾隆五十六年（1791年），占地1012平方米。五联台门为清中期建筑，由若干小台门组成，总面积6600平方米，其木雕具有较高的艺术价值。当典台门为清中期建筑，建筑面积600平方米，原为当铺。镇公所和民国法院均为有代表性的民国时期公共建筑。